# Grugny
Grugny je francouzská obec v departementu Seine-Maritime v regionu Normandie. V roce 2010 zde žilo 920 obyvatel.